# Quem Quer Ser Milionário? - Alta Pressão
Quem Quer Ser Milionário? - Alta Pressão é um concurso de televisão português de perguntas de cultura geral e de conhecimento, cujo prémio máximo é de 50.000 €. O concurso consiste numa nova versão do tradicional Quem Quer Ser Milionário?, apresentado por Filomena Cautela.
Esta versão é baseada na versão inglesa do concurso Millionaire Hot Seat (literalmente Cadeira Quente do Milionário).
O Concurso teve a duração de 1 ano e 2 meses, tendo estreado no dia 5 de julho de 2010 e terminou no dia 16 de setembro de 2011. Na semana seguinte estreou a 3.ª Edição do Elo Mais Fraco.
No dia 28 de abril de 2015 estreou uma nova temporada desta versão do Quem Quer Ser Milionário?, de novo com a apresentação de José Carlos Malato. Esta temporada terminou no dia 30 de dezembro do mesmo ano.
A 9 de março de 2020 foi confirmada uma nova temporada do programa, que estreia a 20 de junho de 2020 desta feita com apresentação de Filomena Cautela. Ao contrário das temporadas anteriores, esta tem uma exibição semanal, aos sábados, logo a seguir ao "Telejornal".

## Regras e mais
Cada episódio começa com seis concorrentes que disputam o lugar, tentando atingir o nível mais alto de perguntas. Os concorrentes têm de responder corretamente às perguntas colocadas, num limite curto de tempo que se não for respeitado resulta na eliminação do concorrente. Caso o concorrente não saiba a resposta certa à questão pode passá-la ao próximo concorrente, sendo este obrigado a responder. Sempre que um jogador é eliminado, a quantia do prémio diminui.
A dificuldade previsível aumenta, conforme o valor vai aumentando, começando pelo mais fácil, chegando ao mais difícil. A atual sequência de prémios é a seguinte:
| 1ª Temporada | 2ª Temporada | 3ª Temporada |
| --- | --- | --- |
| - 50 € - 100 € - 200 € - 300 € - 500 € - 700 € - 1.000 € - 1.500 € - 2.000 € - 3.500 € - 5.000 € - 10.000 € - 20.000 € - 30.000 € - 100.000 € | - 100 € - 200 € - 300 € - 400 € - 500 € - 700 € - 1.000 € - 1.500 € - 2.000 € - 3.500 € - 5.000 € - 10.000 € - 20.000 € - 30.000 € - 100.000 € | - 100 € - 200 € - 300 € - 400 € - 500 € - 700 € - 1.000 € - 1.500 € - 2.000 € - 3.500 € - 5.000 € - 10.000 € - 20.000 € - 30.000 € - 50.000 € |

### Audiências
1ª Temporada:
| Episódio | Dia e horário                                   | Espectadores | Rating | Share | Referência |
| -------- | ----------------------------------------------- | ------------ | ------ | ----- | ---------- |
| 1        | Quinta-feira, 5 de julho de 2010                | 806 400      | 8,4%   | 27.6% | [ 1 ]      |
| 304      | Sexta-feira, 16 de setembro de 2011 21:29-22:26 | 710 400      | 7.4%   | 21.1% | [ 1 ]      |

2ª Temporada:
| Episódio | Dia e horário                                 | Espectadores | Rating | Share | Referência |
| -------- | --------------------------------------------- | ------------ | ------ | ----- | ---------- |
| 1        | Terça-feira, 28 de abril de 2015 22:23-23:14  | 484 500      | 5.1%   | 11.5% |            |
| 2        | Quarta-feira, 29 de abril de 2015 22:34-23:22 | 541 500      | 5.7%   | 14.7% |            |
| 3        | Quinta-feira, 30 de abril de 2015 22:38-23:23 | 541 500      | 5.7%   | 13.7% |            |

3ª Temporada:
| Episódio | Dia e horário                           | Espectadores | Rating | Share | Referência |
| -------- | --------------------------------------- | ------------ | ------ | ----- | ---------- |
| 1        | Sábado, 20 de junho de 2020 21:16-22:23 | 836 000      | 8.8%   | 17.1% | [ 2 ]      |
| 2        | Sábado, 27 de junho de 2020 21:21-22:22 | 741 000      | 7.8%   | 15.8% | [ 3 ]      |
| 3        | Sábado, 4 de julho de 2020 21:22-22:24  | 627 000      | 6.6%   | 13.7% | [ 4 ]      |
| 4        | Sábado, 11 de julho de 2020 21:22-22:30 | 674 500      | 7.1%   | 14.8% | [ 5 ]      |
| 5        | Sábado, 18 de julho de 2020 21:25-22:37 | 560 500      | 5.9%   | 12.7% | [ 6 ]      |